# Suruh
Suruh (en arabe : سروح), était un village de Palestine mandataire, situé à 28,5 km au nord-est d’Acre. Il a été dépeuplé  pendant la guerre israélo-arabe de 1948.

## Histoire
Suruh contenait deux khirbats (sites de ruines) avec une variété d’artefacts anciens, dont des citernes et des tombes taillées dans la roche.
Le géographe et voyageur français Victor Guérin décrit en 1875 le site, qu’il appelle Khurbet Seroueh, comme un ensemble de « ruines considérables ». Il note : « Elles couvrent le sommet d’une colline parsemée d’oliviers, de figuiers, de grenadiers, de chênes verts et detérébinthes. sur le point culminant, on remarque les débris d’une très antique tour carrée mesruant 14 pas sur cahque  dace, et dont les assises inférieurs, encore debout, consistent en blocs gigantesques assez mal équarris et non cimentés. L’intérieur est rempli de blocs semblables confusément entassés et au milieu desquels des térébinthes et des grenadiers ont pris racines. Près de cette tour, quelques anciennes maisons servent d’asilee à quatre familles de Métualis. Sur le linteau de la porte de l’une de ces habitations, une croix carrée inscrite dans un cercle est encore reconnaissable. Les terrasses d’une autre maison sont soutenues intérieurement par plusieurs arcades cintrées en belles pierres de taille, qui sont romaines, ou tout au moins byzantines. En parcourant l’implacement occupé jadis par la bourgade qui s’élevait en cet endroit, on rencontre le vestige de nombreuses habitations renversées, une douzaine de citernes creusées dans le roc, une colonne gisante sur le sol, reste d’un édifice complètement détruit, et les fragments d’un sarcophage,. »
Le Survey of Western Palestine du Fonds d’exploration de la Palestine’, en 1881, décrit Suruh comme  « un petit village, contenant environ quatre-vingt-dix musulmans, située sur une pente, avec des oliviers et des terres arables autour ; il y a trois citernes  creusées dans le roc  ». Les habitants vivaient de l’agriculture et de l'élevage de bétail.  
Dans les statistiques établies en 1945, pendant la période du mandat britannique en Palestine, Suruh est regroupé avec deux autres villages, Tarbikha, et Al-Nabi Rubin  ; leur population globale est estimée à 1000 musulmans, établis sur 18 563 dounams (soit 18,563 km) de terres. Aux plantations et à l’irrgiation étaient consacrés 619  dounams, et 3,204 étaient utilisés pour les céréales, alors que 112 dounams étaient occupés par des bâtiments et des maisons.
Suruh et Al-Nabi Rubin  étaient des hameaux à dominante sunnite, alors que Tarbikha, plus important, est en majorité chiite.

## La guerre de 1948 et ses suites
Pendant la guerre israélo-arabe de 1948, les habitants de Suruh, comme ceux du hameau voisin d’Al-Nabi Rubin et ceux de Tarbikha, furent contraints à partir dans le cadre de l’opération Hiram de la Haganah, selon les ordres des forces israéliennes. La plupart des habitants de Suruh et des localités voisines émigrèrent au Liban.
En 1992, ce qui reste du site est décrit par l’historien palestinien Walid Khalidi : « seuls des débris, des arbres, des cactus, des buissons et des herbes sont visibles. La plus grande partie du site est utilisé comme pâturage ». Plusieurs localités israéliennes sont maintenant installées sur les terres du village :  Shomera,  Even Menachem, Kefar Rosenwald, Shtula.